# 1439 en santé et médecine
| Années de la santé et de la médecine : 1436 - 1437 - 1438 - 1439 - 1440 - 1441 - 1442    |
| Décennies de la santé et de la médecine : 1400 - 1410 - 1420 - 1430 - 1440 - 1450 - 1460 |

Cet article présente les faits marquants de l'année 1439 en santé et médecine.

## Événements
- 27 mai : ordonnance par laquelle Henri VI, roi d'Angleterre et duc de Normandie, accorde des statuts particuliers à la faculté de médecine de Caen, qu'il vient de fonder en 1437[1].
- À Locronan, en Bretagne, un hospice encore occupé  en 1798 « par huit personnes malades et un gardien » est mentionné dans le testament d'un certain Jean le Moine[2].
- La très petite bibliothèque que laisse à sa mort un modeste médecin juif de La Almunia de Doña Godina, en Aragon, comporte l'Almageste de Ptolémée, l'Antidotaire de Nicolas et le Canon d'Avicenne, mais aucun ouvrage d'auteur juif[3].
- 1439-1440 : « une grande mortalité sévit en Europe », provoquée par la peste qui frappe régulièrement depuis 1349[4].
- 1439 et 1440 : Leonardo Bertapaglia (c. 1380-1463[5]), professeur de médecine à Padoue, pratique les deux dissections anatomiques qu'il mentionne dans son traité de chirurgie[6].

## Publication
- Le médecin chinois Xu Feng publie le Zhen Jiu Da Quan (« Collection complète d'acupuncture et de moxibustion[7] »).

## Décès
- Albert Dithmar (né à une date inconnue), médecin d'Antoine, duc de Brabant, et de ses fils, Jean et Philippe[8].
- Ugo Benzi (pt)[9] (né à une date inconnue), médecin italien, professeur de médecine et de philosophie à Bologne, Pavie, Padoue, Florence et Paris, auteur de divers ouvrages de médecine, dont un « régime de santé » publié à Milan en 1481[10].
- Astruc de Sestier (né à une date inconnue), médecin et chirurgien juif lettré, établi à Aix-en-Provence ; il lègue à sa mort une « bibliothèque exemplaire » de près de cent quatre-vingts ouvrages[11].
- Guillaume Le Fort (né à une date inconnue), apothicaire à Dijon, en Bourgogne, qui tenait une officine dont, à sa mort, « l'inventaire est dressé et montre que la famille a accumulé une fortune considérable[12] ».